# Georg von Metaxa

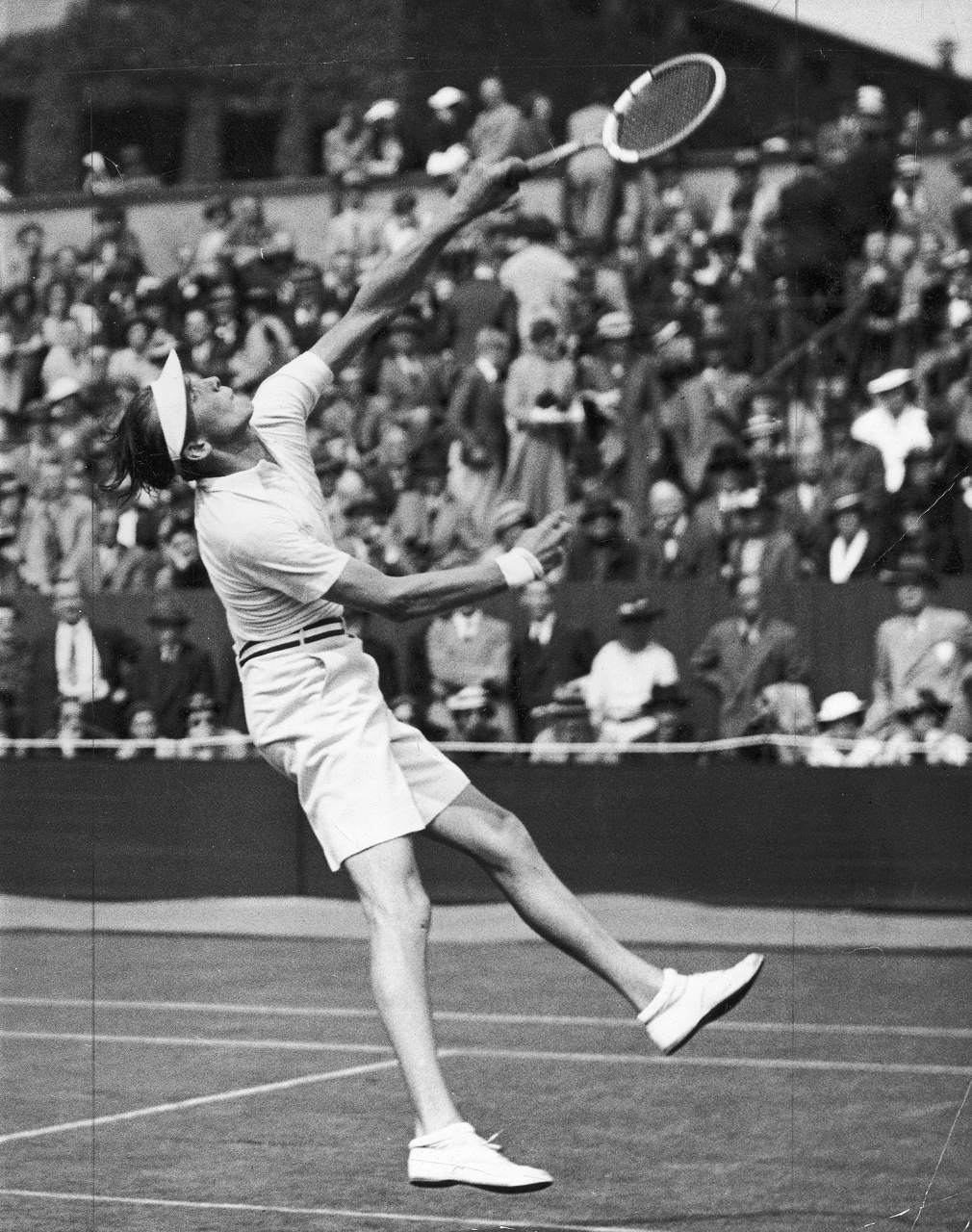
Georg von Metaxa 1937

Georg Felix Ritter von Metaxa (* 7. Oktober 1914 in Wien; † 12. Dezember 1944 in Arnoldsweiler bei Düren) war ein österreichischer Tennisspieler und einer der erfolgreichsten Doppelspieler der 1930er-Jahre.

## Leben
Die Familie Metaxa stammt von der griechischen Insel Kefalonia. Der Vater Stefan Ritter von Metaxa, war promovierter Jurist und Bezirkskommissär in Wien-Hietzing, die Mutter Marianne war eine geborene Gräfin von Stainach. In seiner Jugend wurde Metaxa von mehreren Schulen verwiesen und wuchs schließlich im Süddeutschen Landeserziehungsheim in Schondorf am Ammersee auf. Er galt auch als guter Fußballspieler und Leichtathlet. Eine Anfrage aus Griechenland um als Grieche für den dortigen Verband anzutreten beantwortete er negativ.
Als Tennisspieler erreichte er 1932 das Finale der Deutschen Jugendmeisterschaften, unterlag allerdings Henner Henkel. Nach dem Abitur nahm er in Wien ein Jurastudium auf, das er jedoch bald abbrach und seine Zeit ganz dem Tennisspiel widmete. Zwischen 1933 und 1937 bestritt er 16 Spiele für die österreichische Davis-Cup-Mannschaft. Dabei erreichte er 1936 mit seinem Partner Adam Baworowski das Halbfinale der Europazone.
Nach dem Anschluss Österreichs an Deutschland im März 1938 wurde Metaxa Mitglied der deutschen Davis-Cup-Mannschaft. 1938 wurde dabei zu seinem erfolgreichsten Jahr. Anfang Juli zog er zusammen mit seinem Doppelpartner Henner Henkel in das Doppelfinale von Wimbledon ein. Dort unterlagen beide dem US-amerikanischen Doppel Don Budge/Gene Mako 6:4, 3:6, 6:3, 8:6. Vier Wochen später erreichten beide gegen Jugoslawien das Interzonen-Finale im Davis Cup. Ohne Punktgewinn unterlagen Henkel und Metaxa dem australischen Team John Bromwich und Adrian Quist klar. Die Deutsche Tennismeisterschaft im Doppel gewannen Metaxa und Henkel 1938 und 1939.
Metaxa bestritt noch bis zum Beginn des Zweiten Weltkriegs Davis-Cup-Spiele für Deutschland. Insgesamt kam er auf 19 Einsätze für den Deutschen Tennis-Bund. Später wurde er eingezogen und bestritt als Gefreiter im Dezember 1941 ein Match gegen den Feldwebel Hans Nüsslein. Er fiel im Dezember 1944 bei Düren in amerikanischem Artilleriefeuer und wurde auf dem Friedhof von Kerpen-Buir begraben.